# Access (empresa)
ACCESS CO LTD. ({株式会社ACCESS Kabushiki-gaisha Akusesu?) é uma empresa que fornece uma variedade de software para dispositivos conectados e móveis, como telefones celulares, PDAs, consoles de videogame e decodificadores. Fundada em abril de 1979 e incorporada em fevereiro de 1984 em Tóquio, Japão, por Arakawa Toru e Kamada Tomihisa.
A empresa fabrica a série de software NetFront, que foi implantada em mais de 1 bilhão de dispositivos, representando mais de 2.000 modelos, até o final de janeiro de 2011, e que tem sido usada como elemento principal do amplamente bem-sucedido serviço de dados i-mode da NTT DoCoMo no Japão. O NetFront também é usado por muitos dispositivos eletrônicos de consumo além dos telefones celulares, como o Sony PSP e o Amazon Kindle, ambos com navegadores da Web equipados com o NetFront. Além disso, o NetFront Browser e produtos relacionados são usados em uma ampla variedade de telefones celulares, incluindo os da Nokia, Samsung, LG Corp., Motorola, Sony Ericsson e outros.
Em setembro de 2005, a ACCESS adquiriu a PalmSource, proprietária do Palm OS e do BeOS. A empresa usou esses ativos e conhecimentos para criar a Access Linux Platform, uma plataforma baseada em Linux de código aberto para smartphones e outros dispositivos móveis, com algumas partes proprietárias, incluindo a interface do usuário e alguns middleware. O Access Linux Platform 3.0 foi lançado no mercado em outubro de 2008. Duas das maiores operadoras do mundo, NTT DoCoMo e Orange, anunciaram suporte para aparelhos baseados na plataforma Access Linux.
Em março de 2006, a ACCESS adquiriu a IP Infusion, Inc., fornecedora de software de rede inteligente, fornecendo comutação e roteamento de classe de operadora de Layer 2 e Layer  3, bem como uma implementação abrangente de plano de encaminhamento que suporta L2, L3 (IPv4 e v6), multicast e MPLS/Engenharia de Tráfego.
O ACCESS está ativo em esforços relacionados ao código aberto, incluindo associações na Linux Foundation e no Linux Phone Standards Forum. Em 2007, os funcionários da ACCESS apresentaram no GUADEC (que a empresa também patrocinou) e no Ottawa Linux Symposium.
Desde janeiro de  2020, ACCESS emprega aproximadamente 657 pessoas em todo o mundo, com sede em Tokyo, Japão e instalações nos EUA (Sunnyvale), Alemanha (Oberhausen), Coréia (Seul), RPC (Pequim) e Taiwan (Taipei).
A empresa relata receitas consolidadas de ¥ 9,4 bilhões (para o ano fiscal que termina em janeiro de 2020).